# Ver p'ra Crer
Ver P'ra Crer foi um concurso de televisão português apresentado por Pedro Fernandes e transmitido nos fins de tarde de segunda a sexta feira na TVI.
Pela primeira vez, a um fim de semana (21 e 22 de março de 2020), foram emitidos dois programas especiais, com atores de Quer o Destino, a novela da TVI.
No dia 23 de abril de 2020, data do término do programa, Ver P'ra Crer contou com a presença de dois ex-concorrentes da primeira edição do Big Brother, o casal Célia e Telmo. Terminou as suas emissões para dar lugar ao diário da tarde do reality-show Big Brother 2020.
A 4 de maio de 2020, o programa começa a ser reposto na antena da TVI, para tentar subir as fracas audiências conseguidas pela reposição da temporada de verão da 7ª série de Morangos com Açúcar, na faixa das 18 horas. Estas emissões em regime de repetição tiveram o seu término no dia 29 de maio de 2020, para dar lugar à edição extra da tarde do Big Brother 2020.
A partir de 10 de maio de 2021, o concurso volta a ser resposto na antena da TVI, em regime de repetições, na faixa das 18h. 
Estas que a partir de julho de 2021, são substituídas pelos diários do novo reality show "O Amor Acontece".

## Formato
Duas equipas respondem a 12 perguntas de 12 categorias diferentes que mudam de programa para programa.
É uma mistura de comédia e conhecimento.
Cada equipa é composta por dois elementos – uma celebridade, e um concorrente que muda diariamente.
As duplas, à vez, escolhem uma categoria e respondem a uma pergunta. Por cada resposta certa acumulam um valor em dinheiro. As respostas são sempre confirmadas por um pequeno vídeo explicativo ou com adereços em estúdio.
O público em estúdio decide, antes do programa começar, com qual das equipas quer jogar. Mas só quando a equipa pede ajuda é que a plateia joga.
Depois de responderem às 12 perguntas, é feita uma pergunta final para ambas as equipas. Cada dupla deverá apostar, uma percentagem do valor ganho, na resposta que julga ser a correta. Ganha a equipa que acabar o jogo com mais dinheiro.
No fim, metade do valor da equipa vencedora é dividido por todo os elementos da sua plateia.

## Audiências
Na estreia, dia 9 de outubro de 2019, Ver P'ra Crer marcou 4,7% de rating e 12,0% de share, com 441.300 mil espectadores, ficando em terceiro lugar nas audiências.